# Distretto di Shupluy
Il distretto di Shupluy è un distretto del Perù nella provincia di Yungay (regione di Ancash) con 2.285 abitanti al censimento 2007 dei quali 173 urbani e 2.112 rurali.
È stato istituito il 2 gennaio 1857.